# 岩倉洋一郎
岩倉 洋一郎（いわくら よういちろう）は、日本の免疫学者。東京大学名誉教授。東京理科大学生命医科学研究所ヒト疾患モデル研究センター長。

## 主な略歴
- 1966年 愛媛県立今治西高等学校卒業[2]
- 1970年3月 京都大学理学部化学科卒業
- 1972年3月 京都大学大学院理学研究科化学専攻修士課程修了
- 1974年
  - 10月 京都大学大学院理学研究科化学専攻博士課程中退
  - 11月 京都大学ウイルス研究所細胞ウイルス部助手
- 1976年3月 京都大学より理学博士の学位を取得[3]
- 1978年9月 米国Sloan-Kettering Cancer Institute Associate Researcher（ - 1980年8月）
- 1985年10月 東京大学医科学研究所ウイルス感染研究部助教授
- 1992年11月 同実験動物研究施設教授
- 1993年1月 同実験動物研究施設長（ - 1996年3月）
- 1998年7月 同ヒト疾患モデル研究センター細胞機能研究分野教授
- 2004年4月 同ヒト疾患モデル研究センター長（ - 2009年6月）
- 2009年7月 同システム疾患モデル研究センター分子病態研究分野教授、センター長（ - 2012年3月）
- 2011年11月 日本学術会議連携会員
- 2012年4月
  - 東京理科大学生命医科学研究所実験動物学研究部門教授[4]
  - 6月 東京大学名誉教授
- 2013年 東京理科大学生命医科学研究所ヒト疾患モデル研究センター長

## 研究経歴
- 1969-1974 大腸菌RNAポリメラーゼの分子遺伝学的解析
- 1974-1978 インターフェロンの精製と生物活性の研究
- 1978-1985 マウス初期発生機構の研究
- 1985-1992 発生工学手法を用いたウイルス感染症モデルの作製
- 1992- 発生工学技術を用いたヒト疾患モデルの作製と解析

## 主な所属学会
- 日本免疫学会
- 日本分子生物学会
- 日本ウイルス学会
- 日本癌学会
- 日本生化学会
- 日本発生生物学会
- 国際インターフェロン・サイトカイン学会
- 日本実験動物学会
- 日本エイズ学会
- 日本リウマチ学会
- 日本インターフェロン・サイトカイン学会など

## 主な受賞
- 1974年 朝日奨励賞
- 1991年 日本チバガイギー・リウマチ賞
- 2009年 日本リウマチ財団 日本リウマチ学会賞
- 2012年 日本実験動物学会 安東・田嶋賞
- 2014年 トムソン・ロイターHighly Cited Researchers「高被引用論文著者」受賞
- 2015年 第58回野口英世記念医学賞
- 2015年 トムソン・ロイターHighly Cited Researchers「高被引用論文著者」受賞
- 2016年 トムソン・ロイターHighly Cited Researchers「高被引用論文著者」受賞[5]
- 2017年 Clarivate Analytics Highly Cited Researchers「高被引用論文著者」受賞
- 2018年 Clarivate Analytics Highly Cited Researchers「高被引用論文著者」受賞
- 2019年 Clarivate Analytics Highly Cited Researchers「高被引用論文著者」受賞